# عفره
عفره یک کوه در لبنان است که در استان بعلبک الهرمل واقع شده‌است.